# Амірян Седа Григорівна
Се́да Григо́рівна Аміря́н (вірм. Սեդա Գրիգորի Ամիրյան; 3 грудня 1926, Диліжан, Вірменія — 18 квітня 1993, Марсель, Франція) — вірменська літературознавиця.
Кандидат філологічних наук (1963). Заслужений працівник культури УРСР (1987).
Закінчила 1951 Єреванський університет.
Автор монографії «Вірмено-українські літературні зв'язки» (1972).

Послідовниця В.Терзібашяна в галузі наукового вірменського шевченкознавства.